# Радуга Шэннон
«Радуга Шэннон» (англ. Shannon's Rainbow) — художественный фильм в жанре семейной драмы режиссёра Фрэнка Джонсона. Главные роли в фильме исполняют Джулианна Мишель и Клэр Форлани. Сценарий фильма написали Джон Моуод и Ларри Рихерт, взявшие за основу историю из жизни брата Моуода, который выхаживал больную лошадь, а потом выиграл на ней первенство в скачках.

## Сюжет
Семнадцатилетняя девочка Шэннон (Джулианна Мишель), встретив мать (Клэр Форлани), которую она никогда не знала, сталкивается с первыми серьёзными трудностями взрослой жизни. Преодолеть их ей помогает её любимая хромая лошадь по кличке Радуга (англ. Rainbow).

## В ролях
- Джулианна Мишель[1] — Шэннон / Shannon
- Клэр Форлани[1] — Её мать / Her mother
- Дэрил Ханна[1] — Терапевт / Therapist
- Майкл Мэдсен[1]
- Эрик Робертс[1]
- Чарльз Дёрнинг[1]
- Стив Гуттенберг[1]
- Стивен Колетти[1]
- Джейсон Гедрик[1]
- Луис Госсетт-младший
- Джордж Лопес